# Університет Провансу
Університет Провансу Екс-Марсель I (фр. Université de Provence-Aix-Marseille I) — один з чотирьох французьких університетів, що входять до академії Екс-Марсель. Відділення природничих наук розташоване в Марселі, відділення філології та гуманітарних наук знаходиться в Екс-ан-Провансі.

## Структура університету
Унверситет складається з двох великих відділень: Відділення філології та гуманітарних наук (Secteur Lettres et Sciences Humaines) та Відділення Природничих наук і технологій (Secteur Sciences et Technologies). До складу університету входять ряд інститутів та навчальних центрів.

## Відомі викладачі
Природничі науки;
- Антуан Фортюне Маріон, з 1870 по 1900 — провансальський натураліст
- Шарль Фабрі, з 1894 по 1921 — французький фізик
- Жан Кабанес, у 1910—1914 і 1919—1921 — французький фізик-оптик
- Жозеф Перес, з 1921 по 1932 — французький фізик і математик
- Ролан Фраіссе — французький математик
- Жан-Марі Суріо — французький математик

Гуманітарні науки
- Жіль Гастон Гранже, професор філософії
- Моріс Агюлон, професор сучасної історії.
- Габріель Одізьйо, професор сучасної історії.
- Жорж Дюбі, професор середньовічної історії.
- Тьєррі Пеку, професор середньовічної історії.
- Мішель Вовель, професор сучасної історії.
- Поль Вейн, професор давньої історії

## Відомі випускники
- Адольф Тьєр, президент Французької Республіки (1871—1873)
- Жан Марі Гюстав Ле Клезіо, французький письменник, лауреат Нобелівської премії 2008
- Філіпп Сеген, французький політик (1943—2010)
- Корінн Тузе, французька актриса, режисер і продюсер